# Show you my brave hearts
『Show you my brave hearts』（ショー・ユー・マイ・ブレイブ・ハーツ）は、2015年11月18日に発売された宮﨑歩のメジャーデビューアルバム。発売元はドリーミュージックパブリッシング、販売元はキングレコード。

## 解説
『デジモンアドベンチャー』を始めとするデジモンアニメシリーズの挿入歌、テレビアニメ『マシュランボー』の主題歌に加え、自身が他アーティストに提供した特撮・アニメソングのセルフカバーなどを収録した作品。
アルバム制作に際して既発曲にはリマスタリングが施されている。
初回限定盤(NEZA-90016/7)と通常盤(NECA-30321)の二種類が発売。初回限定盤には「brave heart」のミュージックビデオを収録したDVDが付属。

## 収録内容

### CD
1. The last element
作詞：山田ひろし 作曲・編曲：渡部チェル
フジテレビ系アニメ『デジモンフロンティア』挿入歌
2. Beat Hit!
作詞：山田ひろし 作曲・編曲：太田美知彦
フジテレビ系アニメ『デジモンアドベンチャー02』挿入歌
3. brave heart
作詞：大森祥子 作曲・編曲：太田美知彦
フジテレビ系アニメ『デジモンアドベンチャー』挿入歌
4. Power Play
作詞・作曲・編曲：宮﨑歩
テレビ朝日系アニメ『マシュランボー』オープニングテーマ
5. 想い出の向こう ～ACOUSTIC VERSION～
作詞・作曲・編曲：宮崎歩
『デジモン 10th ANNIVERSARY -夢への架け橋-』収録曲のアコースティックバージョン
6. MY FATE
作詞：土屋アンナ 作曲・編曲：宮崎歩
土屋アンナに提供したWebアニメ『リーンの翼』主題歌のセルフカバー
7. オアシス
作詞・作曲・編曲：宮崎歩
テレビ朝日系アニメ『マシュランボー』挿入歌
8. Break up!
作詞：山田ひろし 作曲・編曲：太田美知彦
フジテレビ系アニメ『デジモンアドベンチャー02』挿入歌
9. 特捜戦隊デカレンジャー
作詞：吉元由美 作曲・編曲：宮崎歩
サイキックラバーに提供したテレビ朝日系『特捜戦隊デカレンジャー』オープニングテーマのセルフカバー
10. rose
作詞：土屋アンナ 作曲・編曲：宮崎歩
ANNA inspi' NANA（BLACK STONES）に提供した日本テレビ系アニメ『NANA-ナナ-』オープニングテーマのセルフカバー
11. Gather
作詞・作曲・編曲：宮崎歩
青と瓶と缶に提供した劇場アニメ『テニスの王子様』応援歌のセルフカバー
12. YUME日和
作詞：小幡英之 作曲・編曲：宮崎歩
島谷ひとみに提供したテレビ朝日系アニメ『ドラえもん』エンディングテーマ，劇場アニメ『ドラえもん のび太のワンニャン時空伝』主題歌のセルフカバー
13. Evolution party remix (ボーナストラック)
編曲・Remix：宮崎歩
「brave heart」「Break up!」「Beat Hit!」「The last element」をリアレンジして、メドレーにした楽曲[3]。

### DVD
※初回限定盤のみ
1. brave heart [MUSIC VIDEO]
本作のために撮り下ろされたミュージックビデオ[4]